# Coalición por Bulgaria
BSP por Bulgaria (en búlgaro БСП за България, Sistema directo de transliteración del alfabeto búlgaro BSP za Bŭlgariya), también denominada Coalición por Bulgaria (en búlgaro Коалиция за България, Sistema directo de transliteración del alfabeto búlgaro Koalicija za Balgarija) es una alianza electoral de centroizquierda en Bulgaria, liderada por el Partido Socialista Búlgaro.

## Miembros
En las elecciones de 2022, los integrantes de la coalición fueron:
- Partido Socialista Búlgaro (Balgarska Socialisticeska Partija)
- Ecoglasnost (Ecoglasnost)
- Club Político "Tracia" (Politicheski klub "Trakiya)

## Resultados electorales

### Asamblea Nacional de Bulgaria
| Elecciones | Asamblea Nacional | Asamblea Nacional | Asamblea Nacional | Asamblea Nacional | Posición             |
| Elecciones | # de votos        | % de votos        | # de de escaños   | +/–               | Posición             |
| ---------- | ----------------- | ----------------- | ----------------- | ----------------- | -------------------- |
| 1991       | 1 836 050         | 33,14 % (#2)      | 106/240           | 106a              | Oposición            |
| 1994       | 2 262 943         | 43,50 % (#1)      | 125/240           | 19                | En el gobierno       |
| 1997       | 939 308           | 22,07 % (#2)      | 58/240            | 67                | Oposición            |
| 2001       | 783 372           | 17,15 % (#3)      | 48/240            | 10                | Oposición            |
| 2005       | 1 129 196         | 30,95 % (#1)      | 82/240            | 34                | En el gobierno       |
| 2009       | 748 114           | 17,70 % (#2)      | 40/240            | 42                | Oposición            |
| 2013       | 748 114           | 26,61 % (#2)      | 84/240            | 44                | En el gobierno       |
| 2014       | 505 527           | 15,40 % (#2)      | 39/240            | 45                | Oposición            |
| 2017       | 955 490           | 27,19 % (#2)      | 80/240            | 41                | Oposición            |
| Abr. 2021  | 480 146           | 14,79 % (#3)      | 43/240            | 37                | Repetición electoral |
| Jul. 2021  | 365 695           | 13,22 % (#3)      | 36/240            | 7                 | Repetición electoral |
| Nov. 2021  | 267 816           | 10,07 % (#4)      | 26/240            | 10                | En el gobierno       |
| 2022       | 232 947           | 9,30 % (#5)       | 25/240            | 1                 | Repetición electoral |
| 2023       | 225 914           | 8,56% (#5)        | 23/240            | 2                 | Oposición            |

a Respecto al resultado de la suma del Partido Socialista Búlgaro y el Partido Patriótico del Trabajo en 1990.